# Julija Vasil'eva
Julija Olegovna Vasil'eva (in russo Юлия Олеговна Васильева?; Mosca, 6 settembre 1978) è una sincronetta russa.

## Palmarès

### Olimpiadi
- 1 medaglia:
  - 1 oro (Sydney 2000 a squadre)